# Thorsager Kirke

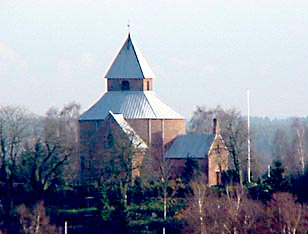
Thorsager Kirke

Thorsager Kirke är en kyrka på Djursland på Jylland. Den är Jyllands enda rundkyrka och den yngsta av sju bevarade rundkyrkor i Danmark.

## Kyrkobyggnaden
Kyrkan uppfördes av tegelsten omkring år 1200. Förutom det runda långhuset ingår i kyrkan även byggnadsdelar för kor med absid och för vapenhus. Ett centraltorn höjer sig över rundkyrkans mitt.
Thorsager Kirke är en kopia av den själländska Bjernede Kirke, som liksom Horne Kirke på Fyn är byggda efter samma grundplan som en rundkyrka i Schlamersdorf i Wagrien.
Kyrkan har på senare tid genomgått två stora renoveringar 1887-1888 samt 1950-1952.
Nuvarande orgel med 15 stämmor tillkom 2004 och tillverkades av Bruno Christensen & Sønner.